# Hoek van Holland Strand (Metro de Roterdão)
Hoek van Holland Strand é uma das estações terminais da linha B do metro de Roterdão. A estação encontra-se na vila de Hoek van Holland, perto da praia e serve de conexão entre o centro de Roterdão e a praia.
Antes de 2017, a estação servia uma linha de ferrovia pesada, a linha de Hoek van Holland. Neste ano a linha foi desativada e iniciou-se o processo para a converter em linha de metro. Esta nova extensão ao metro abriu em 2019. Porém, a expansão à estação Hoek van Holland Strand só ocorreu mais tarde. A abertura estava inicialmente planeada para o verão de 2022, mas atrasos levaram a que apenas fosse aberta em 2023.